# Anna Maria Bietti Sestieri
Anna Maria Bietti Sestieri (* 7. Dezember 1942 in Tirana; † 2. Juli 2023) war eine italienische Archäologin, deren Forschungsschwerpunkt auf der Vorgeschichte Italiens lag, genauer den Metallzeitaltern.

## Leben und Werk
Bietti Sestieri erhielt die Laurea (etwa dem Bachelor entsprechend) in Etruskologie, nachdem sie von 1964 bis 1966 an der Universität Rom bei Massimo Pallottino studiert hatte. In den frühen 1970er Jahren wurden ihre Forschungen zur Frühgeschichte Italiens durch die Vergabe von zwei MacNamara-Stipendien finanziert. Ab 1974 war sie als archäologische Spezialistin für italienische Vorgeschichte für die Soprintendenza Archeologica di Roma tätig und leitete in dieser Zeit bedeutende Ausgrabungen. Von 1995 bis 2003 war sie archäologische Superintendentin der Abruzzen und von 2003 bis 2009 Präsidentin des Istituto Italiano di Preistoria e Protostoria. Ab 2006 lehrte sie als Professorin für europäische Frühgeschichte an der Università del Salento in Lecce.
Bietti Sestieri hat etwa 150 Publikationen zur italienischen Vorgeschichte veröffentlicht und mehrere große Museumsausstellungen organisiert. Sie erlangte vor allem große Bekanntheit durch die Leitung der Ausgrabungen in der eisenzeitlichen Nekropole von Osteria dell'Osa östlich von Rom. Sie hat zahlreiche Ausgrabungen in Italien durchgeführt, darunter intensive Ausgrabungen in Osteria dell'Osa, Castiglione (in Latium) und Fidenae, sowie Ausgrabungen in Frattesina di Fratta Polesine und Specchia Artanisi bei Ugento.
Anna Maria Bietti Sestieri starb im Juli 2023 im Alter von 80 Jahren.

## Auszeichnungen
Sie wurde 1993 zum korrespondierenden Mitglied des Archaeological Institute of America gewählt. 1996 erhielt sie den Europa-Preis der Prehistoric Society. 2013 wurde sie zum korrespondierenden Mitglied der Accademia dei Lincei gewählt.

## Veröffentlichungen (Auswahl)
- The iron age community of Osteria dell’Osa. A study of socio-political development in central Tyrrhenian Italy. Cambridge University Press, Cambridge u. a. 1992, ISBN 0-521-32628-1.
- als Herausgeberin: La necropoli laziale di Osteria dell’Osa (= Soprintendenza Archeologica di Roma. 1). 3 Bände. Edizioni Quasar, Rom 1992, ISBN 88-7140-060-7.
- Protostoria. Teoria e pratica (= Studi superiori NIS. 301 Archeologia.). La Nuova Italia Scientifica, Rom  1996, ISBN 88-430-0456-5.
- mit Ellen Macnamara: Prehistoric metal artefacts from Italy (3500–720 BC) in the British Museum (= Research publication. British Museum. 159). With a scientific report Duncan Hook. The British Museum, London 2007, ISBN 978-0-86159-159-6.
- L’Italia nell’età del bronzo e del ferro. Dalle palafitte a Romolo (2200–700 a.C.). Carocci, Rom 2010, ISBN 978-88-430-5207-3.
- L’età del Bronzo Finale nella penisola Italiana. In Padusa. Band 44, 2008, S. 7–54, doi:10.1400/119881.
- mit Claudio Giardino, Mariantonia Gorgoglione: Metal finds at the Middle and Late Bronze Age settlement of Scoglio del Tonno (Taranto, Apulia). Results of archaeometallurgical analyses. = Hallazgos metálicos en el yacimiento del Bronce Medio y Final de Scoglio del Tonno (Taranto, Apulia): resultados de los análisis arqueometalúrgicos. In: Trabajos de Prehistoria. Band 67, Nummer 2, 2010, S. 457–468, doi:10.3989/tp.2010.10050.